# Formigueiro-de-cauda-ruiva

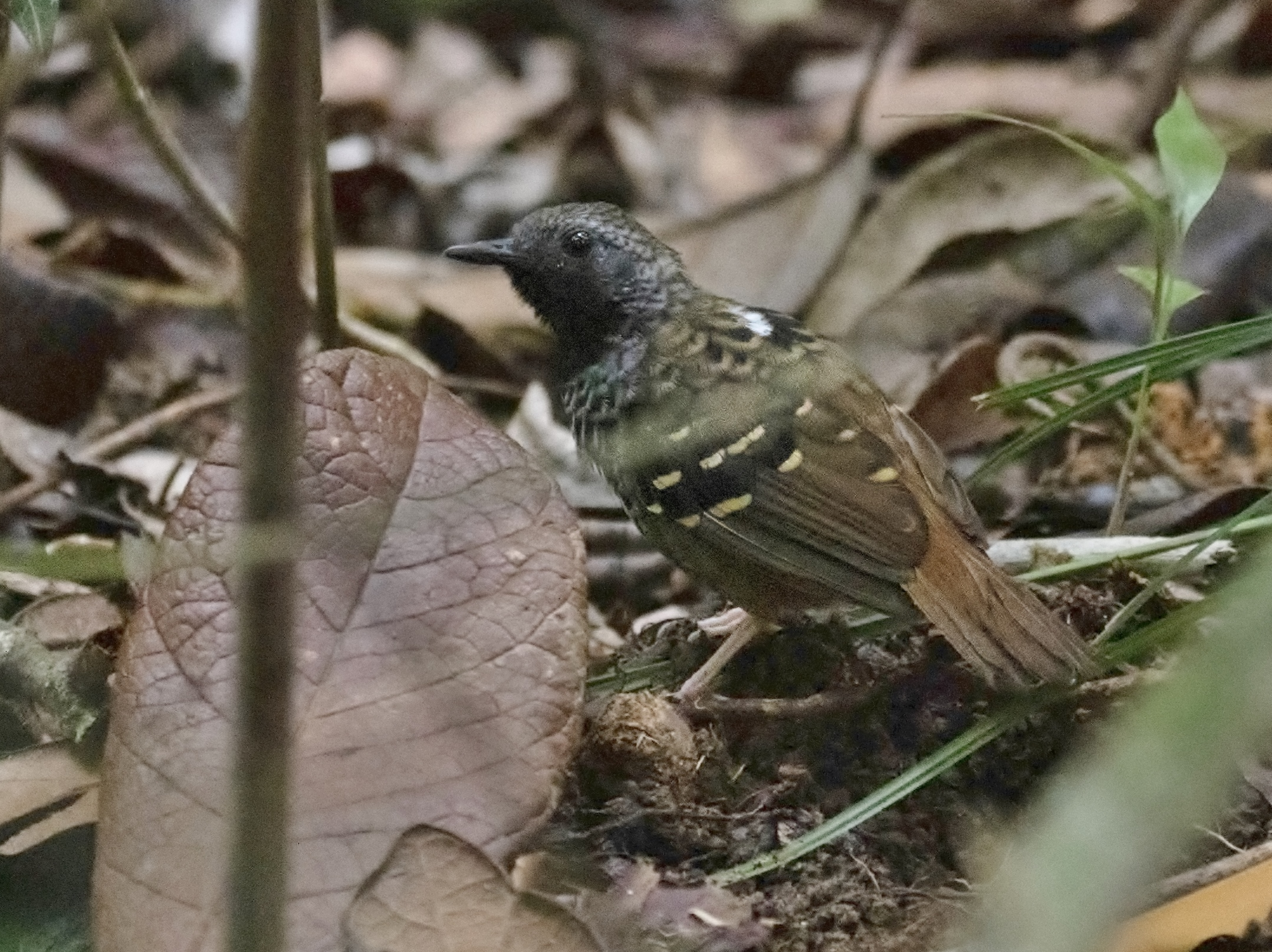
Formigueiro-de-cauda-ruiva encontrado em Jaqueira, Pernambuco.

Formigueiro-de-grinaldas ou formigueiro-de-cauda-ruiva (Myrmoderus ruficauda) é uma espécie de ave da família Thamnophilidae.
É endémica do Brasil.
Os seus habitats naturais são: florestas secas tropicais ou subtropicais e florestas subtropicais ou tropicais húmidas de baixa altitude.
Está ameaçada por perda de habitat.